# Strokestown Park
Strokestown Park House er et palladiansk georgiansk hus i Strokestown, County Roscommon, Irland. Det ligger på en ejendom på omkring 120 ha.
Det er i privatejet af Westward Group. Både huset og National Famine Museum, der er indrettet i de tidligere økonomibygninger er åbne for offentligheden.